# Ken Murray
Kenneth Stanley Murray jr., detto Ken (West Orange, 20 aprile 1928 – Montclair, 15 giugno 2008), è stato un cestista e allenatore di pallacanestro statunitense, professionista nella NBA e nella ABL.

## Carriera
Venne selezionato dai Chicago Stags al quarto giro del Draft NBA 1950 (40ª scelta assoluta).